# Cuisine cantabre
 (janvier 2024).
Si vous disposez d'ouvrages ou d'articles de référence ou si vous connaissez des sites web de qualité traitant du thème abordé ici, merci de compléter l'article en donnant les références utiles à sa vérifiabilité et en les liant à la section « Notes et références ».

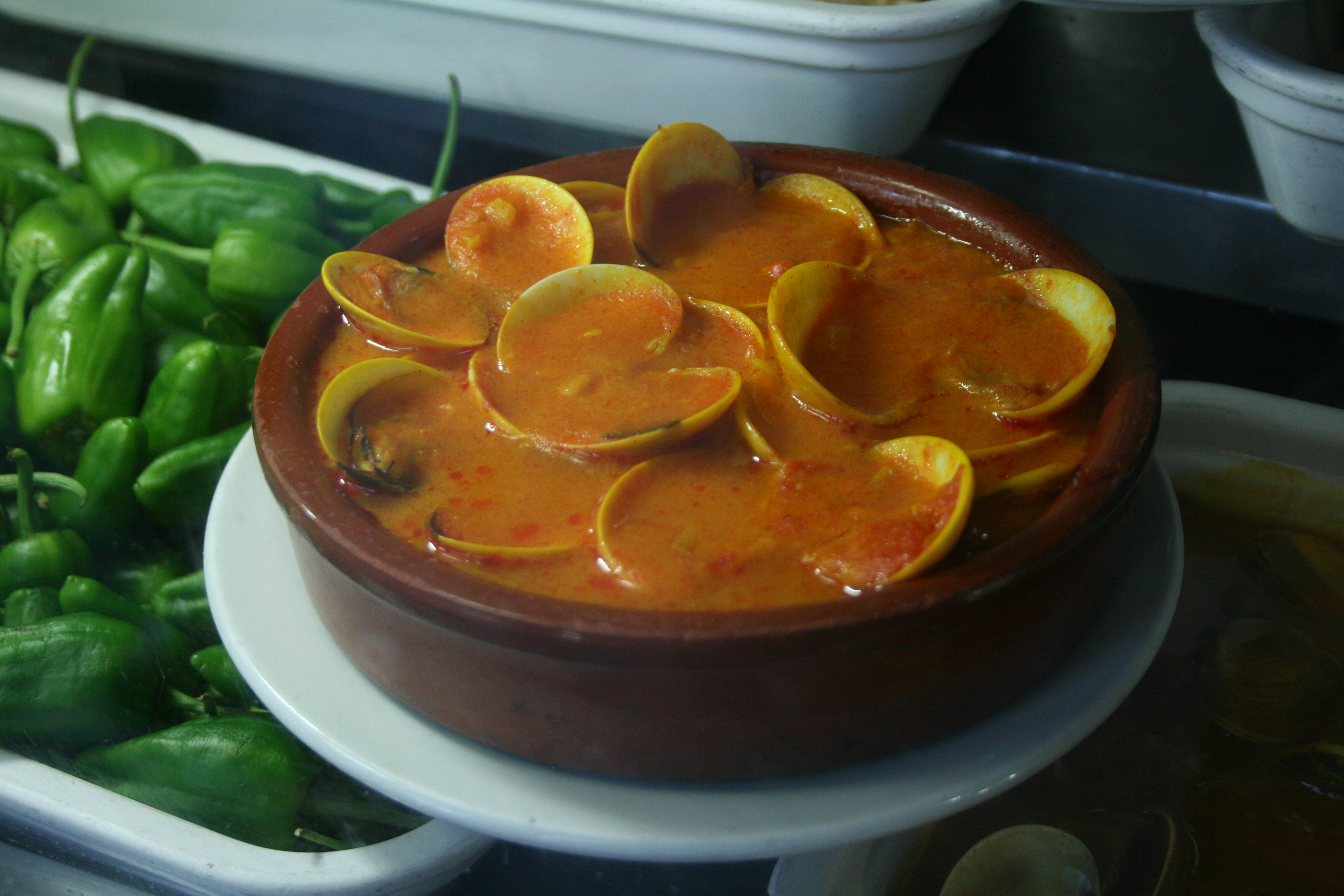
Une cazuela avec des palourdes à la marinière.

La cuisine cantabre, grâce à la situation géographique de cette communauté autonome, dispose d'une liste d'ingrédients composée de poissons et crustacés de la mer Cantabrique, saumons et truites des bassins supérieurs de ses rivières, légumes et légumineuses de ses cultures maraîchères et de son élevage bovin.

## Ingrédients

### Poissons et fruits de mer

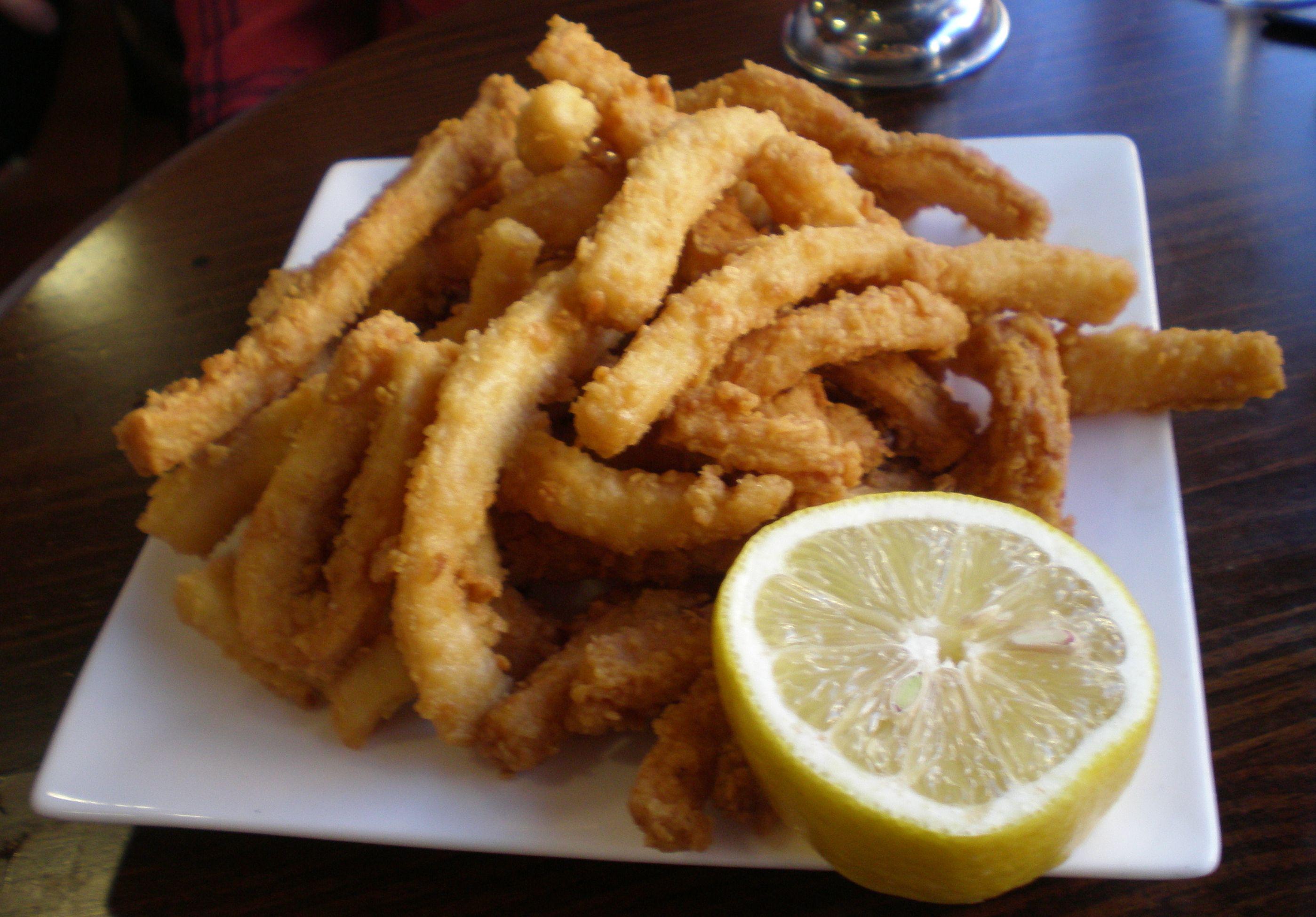
Les rabas sont l'amuse-gueule le plus consommé par les Cantabres.

Les fruits de mer sont les principaux protagonistes de la table régionale, étant d'une grande variété et qualité, grâce aux eaux froides et propres desquelles ils proviennent. De bons exemples sont les palourdes, les moules, les ensis, les coques, les crabes, les araignées de mer, les balanes, les langoustines, les homards, les bigorneaux et les langoustes. Il convient également de mentionner les calmars qui constituent la base des rabas.
Parmi les poissons, on peut citer le bar, le merlu, la rascasse, les anchois, etc. Le thon donne naissance à l'un des plats les plus typiques de la région, le sorropotun ou marmita. Les sardines grillées sont un plat typique des ports de pêche. Parmi les mets les plus célèbres de Cantabrie figurent le merlu en sauce verte, les maganos encebollados en su tinta ou les almejas a la cazuela (casserole de palourdes).

### Viandes
La viande de bœuf est la viande cantabrique par excellence, avec la vache tudanca qui se distingue. La chasse offre également venaison, chevreuil et sanglier. Le chon est un ingrédient clé du ragoût de montagne, auquel on ajoute des haricots, du chou, du chorizo et du boudin noir de riz.
Un autre aliment populaire dans la région de Liébana est le borono, qui est essentiellement une pâte faite de sang et de boyaux de porc, d'oignon, de sel, de saindoux, d'épices (cumin, poivre, etc.), de semoule de maïs et de farine de blé.

## Pâtisseries

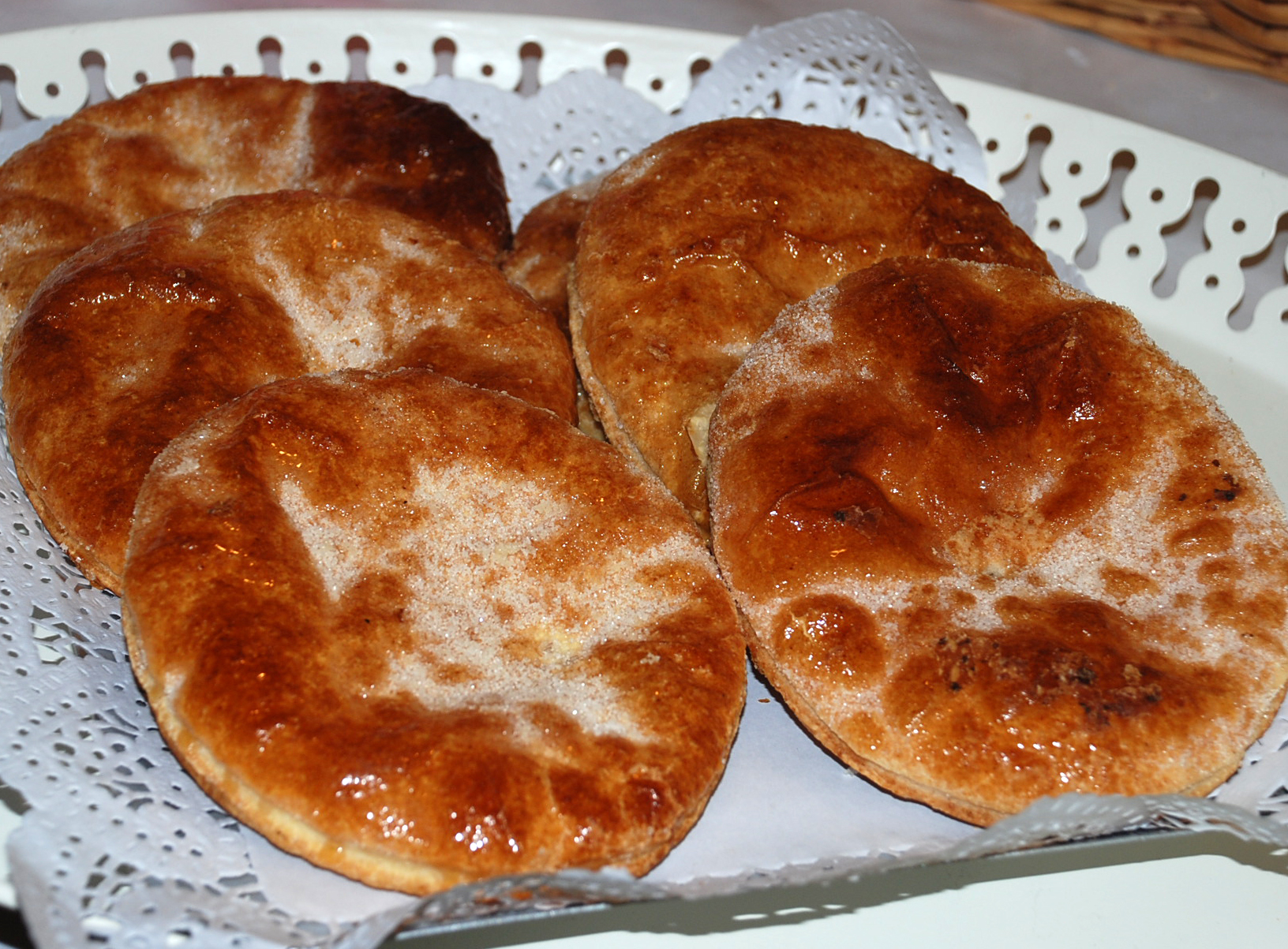
Pantortillas de Reinosa, un dessert typique de Cantabrie (Espagne).

En ce qui concerne la confiserie, figurent les traditionnels sobaos et quesadas pasiegas (gâteaux au fromage pasiega). La pâte feuilletée est également typique, avec des noms différents selon les régions : corbatas à Unquera et San Vicente de la Barquera, polkas à Torrelavega, ou sacristanes à Liérganes.
D'autres sucreries peuvent être citées comme les frisuelos et le canónigo, tous deux de Liébana ; les corazones à Liérganes et La Cavada ; les palucos à Cabezón de la Sal ; et les tortos et pantortillas à Reinosa.
D'autres desserts qui ne sont pas authentiquement cantabriques, mais qui jouissent d'une grande tradition dans la région, sont le riz au lait, la crème anglaise, le lait caillé et le lait frit. Les confitures de fruits méritent également d'être mentionnées.

## Fromages
Picón à Tresviso et Bejes ; fromages fumés comme ceux d'Áliva ou de Pido ; ou encore les quesucos (petits fromages), fabriqués à partir d'un mélange de lait de vache et de lait de brebis.

## Boissons
La boisson la plus caractéristique de cette région est l'orujo, fabriqué à la main et distillé goutte à goutte. Historiquement, il y avait une importante production de cidre et de chacolí,, qui, après un déclin significatif, a repris ces dernières années.
La Cantabrie dispose actuellement de deux certifications d'origine pour les vins : Vino de la Tierra Costa de Cantabria et Vino de la Tierra de Liébana.

## Miel
Le miel de Liébana est une appellation d'origine protégée (AOP) pour le miel de la région de Liébana. Elle a été créée en avril 2016 et regroupe le miel produit dans les communes AOP de Cabezón de Liébana, Camaleño, Cillorigo de Liébana, Pesaguero, Potes, Tresviso et Vega de Liébana. Au total, les 574,83 km2 de la comarque de Liébana. Toutes les étapes de la production et de l'extraction des miels de Liébana, ainsi que le conditionnement, doivent avoir lieu dans la zone couverte par l'AOP.